# بادي قاي
بادي قاي (بالإنجليزية: Buddy Guy)  (و. 1936  م) هو عازف قيثارة، ومغني، وموسيقي، وكاتب أغاني أمريكي، يستخدم آلات قيثارة.

## التعليم
تعلم في McKinley High School (Louisiana) ‏.

## جوائز
حصل على جوائز منها:
- الميدالية الوطنية للفنون
- مركز كينيدي الثقافي.

## وصلات خارجية
- بادي قاي على موقع IMDb (الإنجليزية)
- بادي قاي على موقع الموسوعة البريطانية (الإنجليزية)
- بادي قاي على موقع روتن توميتوز (الإنجليزية)
- بادي قاي على موقع ألو سيني (الفرنسية)
- بادي قاي على موقع ميوزك برينز (الإنجليزية)
- بادي قاي على موقع رولينغ ستون (الإنجليزية)
- بادي قاي على موقع إن إن دي بي (الإنجليزية)
- بادي قاي على موقع أول ميوزيك (الإنجليزية)
- بادي قاي على موقع ديسكوغز (الإنجليزية)
- بادي قاي على موقع قاعدة بيانات الفيلم (الإنجليزية)

- بادي قاي في قاعدة بيانات الأفلام على الإنترنت